# Gotthelf Fischer von Waldheim

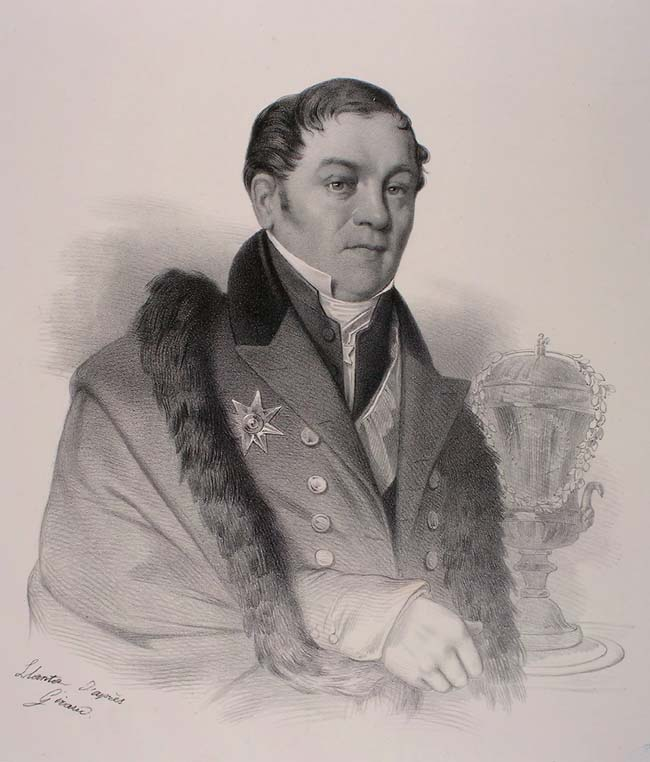
Gotthelf Fischer von Waldheim

Johann Gotthelf Fischer von Waldheim (* 13. Oktober 1771 in Waldheim, Kurfürstentum Sachsen; † 18. Oktober 1853 in Moskau, Russisches Kaiserreich) war ein deutscher Zoologe, Anatom, Entomologe, Paläontologe, Geologe und Bibliothekar.

## Leben und Wirken
Fischer wurde als Sohn eines Leinenwebers geboren, besuchte in Mainz die Schule und studierte in Leipzig Medizin. Sein Studium schloss er 1798 mit der Promotion zum Dr. med. ab. Anschließend kehrte Fischer nach Mainz zurück und wurde dort Lehrer für Naturgeschichte und Bibliothekar an der Centralschule. Außerdem war er als Gemeinderat in der Mainzer Lokalpolitik tätig.
Er reiste 1797–98 mit seinem Freund Alexander von Humboldt nach Wien und Paris und studierte unter Georges Cuvier, dem Begründer der wissenschaftlichen Paläontologie.
Sein wissenschaftliches Interesse galt seit 1795 zunächst hauptsächlich der Zoologie. Mehrere Abhandlungen zu weitgefächerten Themen von der Schwimmblase der Fische bis zur Anatomie der Lemuren. Auch mit der Buchdruckerkunst und Handschriftenkunde beschäftigte er sich und veröffentlichte unter anderem Forschungen zu Johannes Gutenberg.
Seine zoologischen Arbeiten verschafften ihm 1804 einen Ruf auf den Lehrstuhl für Naturgeschichte in Moskau, wo er auch Direktor des Naturgeschichtlichen Kabinetts der Akademie wurde und zum kaiserlich russischen Staatsrat ernannt wurde. Im August 1805 gründete er die Société Impériale des Naturalistes de Moscou, deren Vizepräsident er lange blieb.
In Russland dehnte er seine Forschungen auf die Paläontologie und die Geologie aus. Als erster stellte er großangelegte wissenschaftliche Studien zur Geologie Russlands an und beschrieb viele paläontologische Funde. Nach dem großen Brand 1812, der weite Teile der Stadt Moskau und auch alle naturwissenschaftlichen Sammlungen zerstörte, konnte Fischer das Museum neu begründen und erweitern.
Er war seit 1801 in Mainz mit Catharina, geborene Renard (1783–1850), einer Tochter des im Januar 1782 zum Generalrezeptor des Mainzer Universitätsfonds ernannten Jean Baptist Karl Fortunat Renard (1745–1818), und dessen Ehefrau Anna Sibille, geborene Wermelskirchen, verheiratet. Der Mainzer Mediziner und Hochschullehrer Johannes Claudius Renard (1778–1827) war sein Onkel, der Mediziner und Naturwissenschaftler Karl von Renard war sein Neffe. Der Sohn Alexander Grigorjewitsch Fischer von Waldheim (* 24. April 1803 in Mainz; † 13. Juli 1884 in Stepankowo bei Moskau) wurde als Botaniker bekannt. Die Tochter Auguste war mit dem Chemiker Rudolf Heymann (1802–1865) verheiratet. Der Enkel Alexander Alexandrowitsch Fischer von Waldheim (1839–1920) war ebenso Botaniker.

## Ehrungen
Wegen seiner Verdienste um die wissenschaftliche Erforschung Russlands wurde Fischer zum Staatsrat ernannt, mit dem Beinamen „von Waldheim“ in den Adelsstand erhoben und mit dem Commandeurkreuz des St.-Wladimir-Ordens ausgezeichnet. Carl Samuel Hermann benannte das Mineral Al3(PO4)2(OH)3×5H2O ihm zu Ehren als Fischerit (heute meist als Wavellit bekannt).
1805 wurde er als korrespondierendes Mitglied in die Russische Akademie der Wissenschaften in St. Petersburg aufgenommen, 1819 wurde er Ehrenmitglied der Akademie. 1802 wurde er zum korrespondierenden Mitglied der Göttinger Akademie der Wissenschaften, 1807 zum auswärtigen Mitglied der Bayerischen Akademie der Wissenschaften, 1812 in die American Academy of Arts and Sciences und im Jahr 1815 zum Mitglied der Leopoldina gewählt.
1832 wurde er als korrespondierendes Mitglied in die Preußische Akademie der Wissenschaften aufgenommen. 1852 wurde er zum Ehrenmitglied des Nassauischen Vereins für Naturkunde ernannt. Als 1838 La Société Cuvierienne gegründet wird, war er eines der 140 Gründungsmitglieder der Gesellschaft.

## Schriften (Auswahl)

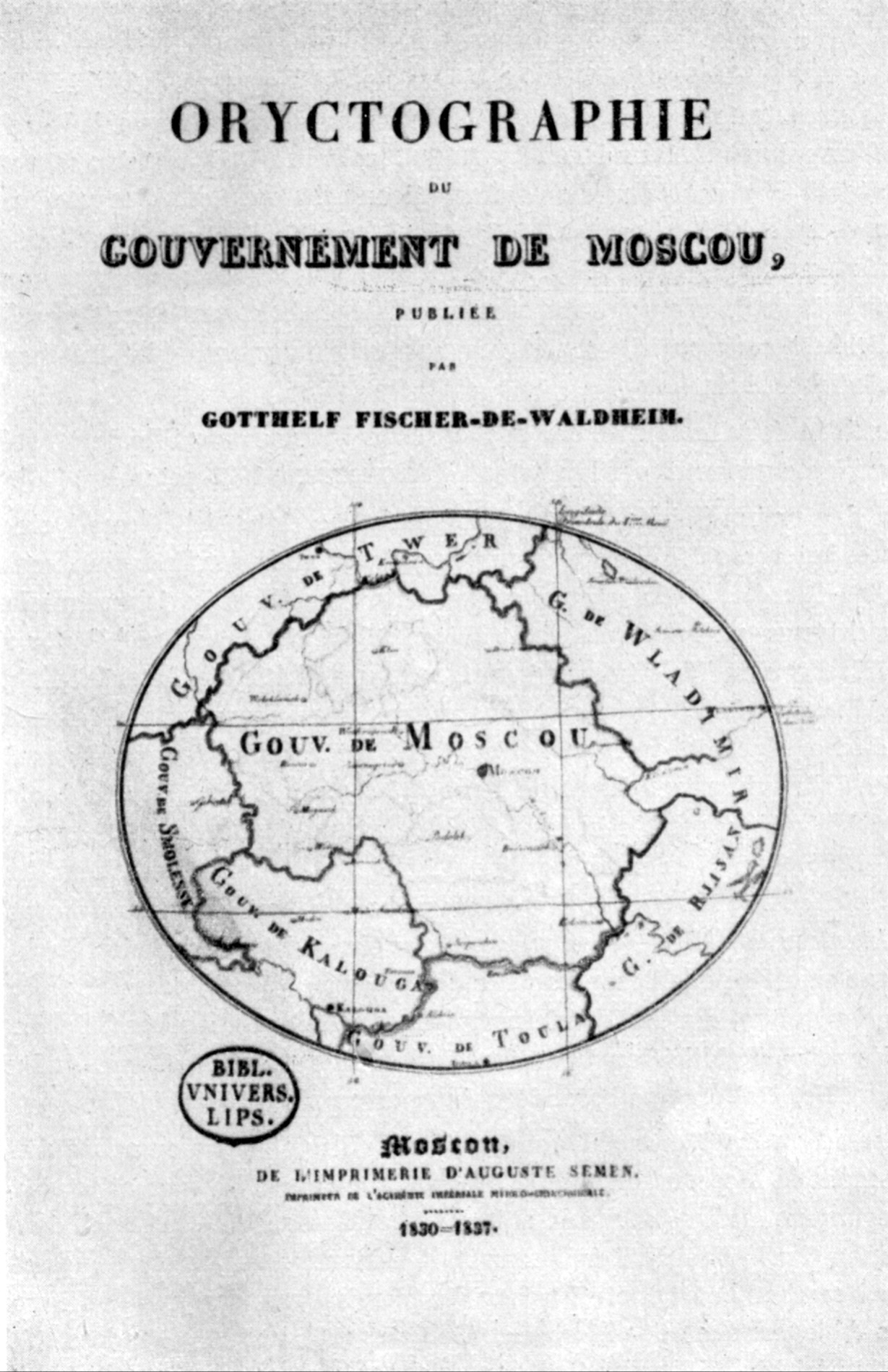
Oryctographie du gouvernement de Moscou, 1830–1837

- Versuch über die Schwimmblase der Fische. Rabenhorst, Leipzig 1795. (Digitalisat)
- Mémoire pour servir d’introduction à un ouvrage sur la respiration des animaux. Drisonnier, Paris 1798. (Digitalisat)
- J. Ingenhousz über Ernährung der Pflanzen und Fruchtbarkeit des Bodens aus dem Englischen übersetzt und mit Anmerkungen versehen von Gotthelf Fischer. Nebst einer Einleitung über einige Gegenstände der Pflanzenphysiologie von F. A. von Humboldt. Schäfer, Leipzig 1798. (Digitalisat)
- Ueber die verschiedene Form des Intermaxillarknochens in verschiedenen Thieren. Schäfer, Leipzig 1800. (Digitalisat)
- Beschreibung einiger typographischer Seltenheiten. Nebst Beyträgen zur Erfindungsgeschichte der Buchdruckerkunst. Lechner, Nürnberg 1800–1801. (Digitalisat der 1. Lieferung), (2. Lieferung)
- Naturhistorische Fragmente, Frankfurt am Main 1801 doi:10.5962/bhl.title.96890
- Essai sur les monuments typographiques de Jean Gutenberg, Mayençais, inventeur de l’imprimerie. Lindenschmidt,  Mainz 1801/1802. (Digitalisat)
- Das Nationalmuseum der Naturgeschichte zu Paris, 1802 doi:10.5962/bhl.title.101282
- Vorlesungen über vergleichende Anatomie, deutsche Übersetzung der Vorlesungen Georges Cuviers, Braunschweig 1801–1802
- Lettre au citoyen E. Geoffroy … sur une nouvelle espèce de Loris: accompagnée de la description d’un craniomètre de nouvelle invention. Zabern, Mainz 1804. (Digitalisat)
- Anatomie der Maki und der ihnen verwandten Thiere. Andreä, Frankfurt am Main 1804. (Digitalisat)
- Tableaux synoptiques de zoognosie. Universitätsdruckerei, Moskau 1808. (Digitalisat)
- Museum Demidoff, ou catalogue systématique et raisonné des curiosités etc. donnés a l'université de Moscou par Paul de Demidoff. Universitätsdruckerei, Moskau 1806. (Digitalisat Band 1), (Band 2), (Band 3)
- Muséum d’Histoire naturelle de l’université impériale de Moscou. 1806.
- Notices sur les fossiles de Moscou. 1809–1811.
- Notices d’un animal fossile de Sibérie. Univ. Imp., Moskau 1811.
- Onomasticon du Système d’Oryctognosie. Universitätsdruckerei, Moskau 1811. (Digitalisat)
- Zoognosia tabulis synopticis illustrata, in usum prälectionum Academiae Imperialis Medico-Chirurgicae Mosquentis edita, Moskau 1813 doi:10.5962/bhl.title.42225
- Observations sur quelques Diptères de Russie. 1813. (Digitalisat)
- Adversaria zoologica. 3 Bände. Moskau 1817–1823.
- Entomographie de la Russie. 5 Bände. Semen, Moskau 1820–1851.
- Prodromus Petromatognosiae animalium systematicae, continens bibliographiam animalium fossilium. Moskau 1829–1832.
- Oryctographie du gouvernement de Moscou. Semen, Moskau 1830–1837. (Digitalisat)
- Bibliographia Palaeonthologica Animalium Systematica, Moskau 1834 doi:10.5962/bhl.title.78473
- Einige Worte an die Mainzer, bei der Feierlichkeit des dem Erfinder der Buchdruckerkunst Johann Gutenberg in Mainz zu errichtenden Denkmals, Moskau 1836
- Recherches sur les ossements fossiles de la Russie, Moskau 1836–1839 doi:10.5962/bhl.title.5522
- Spicilegium entomographiae Rossicae, Moskau 1844 doi:10.5962/bhl.title.9529